# Hecabalodes xylophagi
Hecabalodes xylophagi är en stekelart som beskrevs av Fischer 1962. Hecabalodes xylophagi ingår i släktet Hecabalodes och familjen bracksteklar. Inga underarter finns listade i Catalogue of Life.